# Aderus undulatus
Aderus undulatus is een keversoort uit de familie schijnsnoerhalskevers (Aderidae). De wetenschappelijke naam van de soort werd in 1915 gepubliceerd door George Charles Champion.